# Craqueig catalític
El craqueig catalític sovint esmentat per l'anglicisme cracking catalític, és un procés de la refinació del petroli que consisteix en la descomposició termal dels components del petroli en presència d'un catalitzador, amb el propòsit de craquejar hidrocarburs pesats amb un punt d'ebullició igual o superior als 315 C, i convertir-los en hidrocarburs lleugers de cadena curta amb un punt d'ebullició que es troba per sota dels 221 °C. Aquests catalitzadors es presenten en forma granular o de microesfera. Els catalitzadors usualment es componen de diòxid de silici (SiO₂) i alúmina (En Al₂O₃).
La seva finalitat no és cap altra que la d'obtenir la major quantitat d'hidrocarburs lleugers de gran estima per a la indústria, la majoria de les càrregues a les unitats de ruptura catalítica la constitueixen gasoils, olis pesants com el DMOH i el DMO (oli desmetalitzat hidrogenat i oli desmetalitzat, respectivament). El craqueig catalític produeix nafta i hidrocarburs aromàtics d'alt octanatge, com el benzè per mitjà de la conversió del cicloalcà i la parafina.
El craqueig i el reformat catalític fan que la refineria pugui respondre als canvis que es produeixen en la demanda. Les persones a càrrec de la programació de la producció s'encarreguen de definir el redireccionament dels diferents productes obtinguts en la destil·lació a través dels diversos processos de conversió, per adequar la quantitat i qualitat dels productes finals, segons la demanda.